# Dewey Martin (hudebník)
Dewey Martin (rodným jménem Walter Milton Dwayne Midkiff; 30. září 1940 Chesterville, Ontario, Kanada – 31. ledna 2009 Van Nuys, Kalifornie, USA) byl kanadský rockový bubeník a občasný zpěvák. Svou první skupinu nazvanou The Jive Rockets založil během studií na střední škole. Později se přestěhoval do Nashvillu, kde působil jako bubeník v kapelách různých zpěváků, jako byli například Charlie Rich, Roy Orbison a Carl Perkins. Později se usadil v Los Angeles, kde hrál v několika kapelách a v roce 1966 se stal členem skupiny Buffalo Springfield. Se skupinou hrál až do jejího rozpadu v roce 1968. Přestože ve skupině působil primárně jako bubeník, v několika písních zpíval i hlavní vokály. Jde například o písně „In the Midnight Hour“ a „Good Time Boy“.